# Париз једног априлског дана (књига)
Париз једног априлског дана  (фр. Paris un jour d'avril) је роман из 1956. године, који је написао француски новинар Морис Тоеска (фр. Maurice Toesca). Српскохрватско издање је објављено 1958. године у преводу Срећка Џамоње.

## О аутору
Морис Тоеска (1904-1998) је био француски писац и новинар. Пореклом из региона Нице, студирао је у Јури и Лицеју Хенри IV. Дипломирао и докториорао књижевност, радио је на разним пословима на Универзитету и у администрацији префектуре. Од 1946. године посветио се свом књижевном раду. Његове књиге, есеји и романи превођени су на енглески, немачки, италијански, чешки, југословенски, јапански.